# Noisy-sur-École
Noisy-sur-École è un comune francese di 2 060 abitanti situato nel dipartimento di Senna e Marna nella regione dell'Île-de-France.

## Storia

### Simboli
Lo stemma è stato adottato dal consiglio comunale nel 1997. 
Lo smalto verde evoca l'importanza dell'area forestale nel comune; la fascia ondata rappresenta il fiume École che attraversa la città per quasi 5 chilometri; il covone è simbolo della ricchezza della regione data dall'agricoltura. Lo scudo è sostenuto da due liocorni e sormontato da una corona muraria da comune.

## Società

### Evoluzione demografica
Abitanti censiti

## Monumenti e luoghi d'interesse
- Chiesa di Nostra Signora dell'Assunzione (Noisy-sur-École)
- Castello di Chambergeot

## Amministrazione

### Gemellaggi
- Castorano